# 大友園子
大友 園子（おおとも そのこ、1969年1月1日 - ）は、日本の元AV女優。
身長:166cm。スリーサイズ:B83(B)・W64・H90cm。

## 略歴・人物
2005年にデビューした熟女系AV女優である。
2008年頃に引退。

## 出演作品

### アダルトビデオ
2005年
- 初脱ぎ熟女 29 （6月4日、クリスタル映像）…オムニバス作品
- ザ・面接 VOL.85 下品な事したいんやろ イジったるがな （6月11日、アテナ映像）
- 熟女 逆ハーレム 1 （7月9日、クリスタル映像）…オムニバス作品
- 美熟女…H 16 （7月23日、クリスタル映像）…オムニバス作品
- 人妻専科 ミセスジーンズ （7月23日、レイディックス）
- ザ・面接 VOL.86 咥え面接 ズボ面接 審査員ベチョ萌え〜 （8月11日、アテナ映像）
- 本格レズ 団地妻 夫に内緒の情事 （9月9日、東京音光）
- 快楽百合熟 貪り嬲り （9月9日、エムズファクトリー）
- 人妻温泉 癒し系 12 （9月17日、クリスタル映像）…オムニバス作品
- 本格レズ 30代で操を奪われた女医 （10月14日、東京音光）
- べっぴん妻は両刀使い （11月12日、現映社）
- ミセスシンデレラ 3 （11月15日、ジェイモデル）
- 奥様欲情日記 まっ昼間から裸にエプロンなんて… あ〜あ奥さん ムチムチの太モモまでタレてるよ （11月21日、アテナ映像）…オムニバス作品
- ガマンできない団地妻 ドエロFUCK （12月9日、東京音光）…オムニバス作品

2006年
- 熟女酒 （1月25日、レイディックス）…オムニバス作品
- 異常性欲 5 （1月28日、クリスタル映像）…オムニバス作品
- まさか叔母ちゃんに筆下ろしされるとは… 5 （2月10日、東京音光）
- ザ・面接 スーパースペシャル VOL.89 熟女の「淫獣」 僕らの「紳士」 （2月11日、アテナ映像）
- 女装子レズ （2月25日、レイディックス）
- 本格レズ 人妻を抱くセールスレディ （3月10日、東京音光）
- SMレズビアン 緊縛とランジェリー （3月25日、ルビー）
- 人妻が熟れて我慢できない午後3時 16 （5月20日、クリスタル映像）…オムニバス作品
- Deep Kiss 犯す女、犯される女。 （6月29日、マックス・エー）
- 人妻デリバリー 6 （9月9日、クリスタル映像）…オムニバス作品
- お姉さんがしてあげる （9月22日、レイディックス）
- エロス地獄 底なし家族の美味しい関係 （12月8日、東京音光）
- 年上の女上司 （12月13日、溜池ゴロー）
- 熟女の性欲・少女の純真 近親エロレズ 母と娘と娘の親友…舐め愛 （12月15日、レイディックス）

2007年
- 熟妻豊潤熱 （3月13日、溜池ゴロー）
- 義母奴隷 （5月13日、溜池ゴロー）
- 感汁人妻 （10月19日、桃太郎映像出版）…オムニバス作品

2008年
- 大友園子ベスト （1月13日、溜池ゴロー） ※総集編
- この熟女いやらしい! 喘ぎ、狂い、そして… 牝の本能が今動き出す 今日だけはすべてを忘れさせて! （4月11日、アテナ映像）…オムニバス作品
- 母と息子 禁断の淫ら汁 今日だけは私を好きにしていいのよ 義母の赤く熟れた秘部を見て息子は… （5月11日、アテナ映像）…オムニバス作品